# Idiocerus populi
Idiocerus populi är en insektsart som beskrevs av Carl von Linné 1761. Idiocerus populi ingår i släktet Idiocerus och familjen dvärgstritar. Inga underarter finns listade i Catalogue of Life.